# Редькін Микола Миколайович
Микола Миколайович Редькін (10 червня 1928, Дніпропетровськ) — радянський метальник молота, призер чемпіонатів СРСР, учасник літніх Олімпійських ігор 1952 року в Гельсінкі.
У кваліфікаційних змаганнях Олімпіади показав результат 53,58 м, що дозволило йому потрапити до фінальної частини. У фіналі метнув молот на 56,55 м, що вивело його на 5-е місце у підсумковому протоколі. Команду СРСР на Олімпіаді представляли у метанні молота, крім Редькіна, Георгій Дибенко та Михайло Кривоносов. Радянський Союз у цій дисципліні залишився без нагород: Дибенко став 8-м, а Кривоносов у фіналі не зміг зробити жодної результативної спроби.

## Виступи на чемпіонатах СРСР
- Чемпіонат СРСР з легкої атлетики 1954 :
  - Метання молота —  (56,69);
- Чемпіонат СРСР з легкої атлетики 1955 :
  - Метання молота —  (61,51);
- Легка атлетика на літній Спартакіаді народів СРСР 1956 :
  - Метання молота —  (60,78);